# Zeche Alte Mißgunst (Sprockhövel)
Die Zeche Alte Mißgunst im Sprockhöveler Teil des Hammertals ist ein ehemaliges Steinkohlenbergwerk. Es befindet sich in einem Wald südlich der Landesstraße L551 am Elftenbach, einem linken Zufluss des Pleßbachs. Über das Bergwerk ist relativ wenig bekannt. Das Bergwerk wurde mehrere Male außer und Jahre danach wieder in Betrieb genommen und hatte während seiner Betriebszeit wenigstens vier Schächte in Betrieb.

## Geschichte

### Die Anfänge
Anfang des 18. Jahrhunderts wurde zunächst ein Stollen im mittleren Pleßbachtal auf der westlichen Seite betrieben. Abgebaut wurde im Südflügel des Flözes Mausegatt. Ab 1751 stand das Bergwerk für etwa drei Jahre still. Von 1754 bis 1769 sind mehrere Jahre des Betriebes genannt. Ab 1775 wird das Bergwerk zwar genannt, es befand sich jedoch nicht nachweislich in Betrieb. Im Jahr 1789 wurde nach mehreren Jahren Betriebsruhe der Betrieb wieder aufgenommen. Zu diesem Zeitpunkt hatte das Bergwerk einen Stollen und einen Schacht in Betrieb. Dieser Schacht befand sich im Bereich der heutigen Autobahn A 43 nördlich vom Strickerbach. Außerdem waren im Südflügel des Bergwerks, ab Pleßbach im Bereich  des Schmiedebachs, mehrere Schächte im Betrieb.

### Der weitere Betrieb
Im Jahr 1809 erfolgte dann die erneute Wiederinbetriebnahme des Bergwerks. Der Abbau erfolgte an den Schächten Heinrich-Ernst, Rudolph und Christina. Ein Jahr später waren nur die Schächte Heinrich-Ernst und Rudolph in Betrieb. Fünf Jahre später, im Jahr 1815, waren die Schächte Christina und Glückauf in Betrieb. Am 11. August des Jahres 1818 wurde die Mutung ein neues Grubenfeld mit dem Namen Daniel eingelegt. Das neu gemutete Feld befand sich im Nordflügel der Alten Mißgunst. Am 20. Juli 1820 wurde die Zeche Alte Mißgunst, die zuletzt im Besitz eines Rudolf Spennemann aus Spähnen war, endgültig stillgelegt. Am 10. Dezember des Jahres 1838 wurde das Geviertfeld Daniel verliehen. Im Jahr 1851 wurde eine Tagesstrecke bis ins Flöz aufgefahren. Im Spätsommer des Jahres 1852 wurde der Betrieb stillgelegt. Grund für die Stilllegung war die Unbauwürdigkeit des Flözes. Auch der Abbau des vorhandenen Kohleneisensteins erwies sich als unrentabel. Im Jahr 1897 wurde das Feld Daniel von der Zeche Alte Haase erworben.

## Was geblieben ist
Von der Zeche sind nur noch wenige Spuren erhalten, darunter eine Abraumhalde, ein Ackeldruft zum Elftenbach und ein Stollenmundloch am Pleßbach. Die Ackeldruft, die sich südlich der Bochumer Straße in einem kleinen Wäldchen in Sprockhövel in unmittelbarer Umgebung der Informationstafel befindet, lässt sich über die Uhlenbruchstraße oder die Straße An der Pfannenschmiede erreichen. Über diese Ackeldruft wurde das Grubenwasser vom Flöz Mausegatt im Nordflügel abgeleitet und einem Stollen zugeleitet. Dieser Stollen löste den Südflügel. Zu erkennen ist die Ackeldruft heute als leichte linienförmige Geländevertiefung. Der Standort der Zeche ist eine Station auf dem bergbaugeschichtlichen Wanderweg Pleßbachweg.